# クライネ＝ブローゲル空軍基地
クライネ＝ブローゲル空軍基地（フランス語: Base aérienne de Kleine-Brogel）は、ベルギー王国リエージュ州クライネ＝ブローゲル近郊に所在する軍用飛行場。
基地にはアメリカ合衆国空軍が駐留するシュパングダーレム空軍基地（en:Spangdahlem Air Base）の第52戦闘航空団第52器材整備群の一部である第701器材支援中隊が置かれている。
平和安全保障情報研究グループ（fr:Groupe de recherche et d'information sur la paix et la sécurité）のディレクターであるベルナール・アダム（Bernard Adam）によれば、2010年に戦術核弾頭が10発から20発（弾種はB61）がクライネ＝ブローゲル基地に残されているとしている。これらのアメリカ核兵器はアメリカ外交公電ウィキリークス流出事件によってその存在を確認されたが、ベルギー政府は公式にはこれを認めてはいない。

## 配置部隊
- 第10航空団[3]
  - 第31飛行隊　F-16AM/BM戦闘機
  - 第349飛行隊　F-16AM/BM戦闘機
  - 作戦転換隊　F-16AM/BM戦闘機
- アメリカ合衆国空軍
  - 第52器材整備群第701器材支援隊